# Santa's Coming for Us
Vous lisez un « bon article » labellisé en 2018.
Singles de Sia
Rainbow
(2017) Helium
(2018)
Pistes de Everyday Is Christmas
Candy Cane Lane
(2)
Santa's Coming for Us est le single principal du huitième album studio Everyday Is Christmas de la chanteuse australienne Sia. Composée par Sia et Greg Kurstin, la chanson traite des joies associées à la période de Noël et utilise entre autres des grelots pour donner une touche hivernale à la composition. Le style jazzy de l'instrumentation est renforcé par la présence de scat de la part de la chanteuse. La critique anglophone souligne la faiblesse des paroles de la chanson et évoque des similitudes avec Santa Claus Is Coming to Town de John Frederick Coots et Haven Gillespie. Le clip vidéo associé est réalisé par Marc Klasfeld et met en scène des célébrités telles que Kristen Bell, Henry Winkler ou Dax Shepard autour d'un repas de Noël.
Sorti le 30 octobre 2017, le titre apparaît dans les classements de nombreux pays au moment de Noël. Cependant, Santa's Coming for Us ne parvient pas à entrer dans le Hot 100 aux États-Unis, bien qu'il ait réussi à se hisser à la première place du classement Adult Contemporary pendant deux semaines.

## Genèse

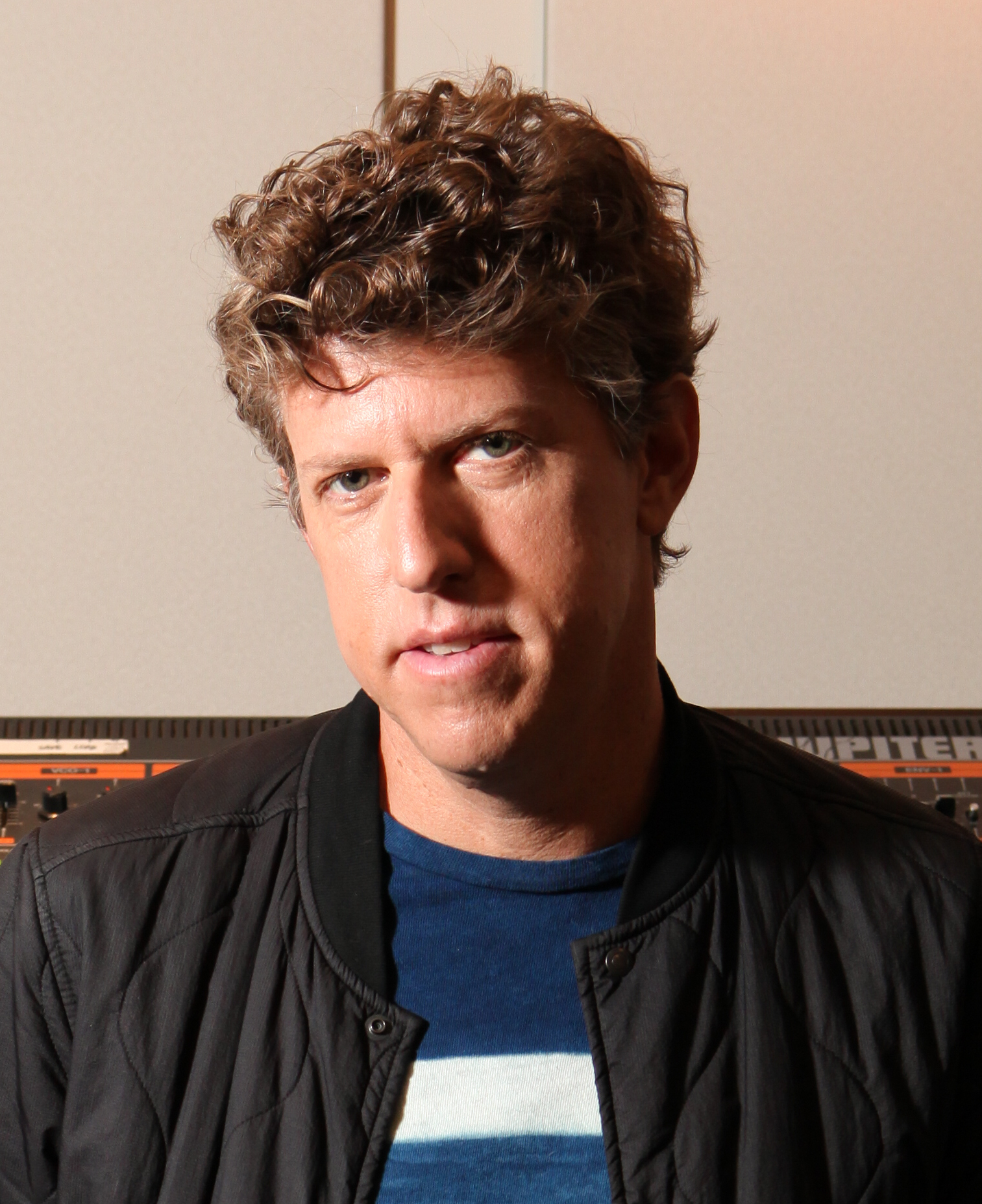
Pour Santa's Coming for Us, Sia collabore avec Greg Kurstin (ici en 2017).

Pour ce titre, la chanteuse australienne Sia s'est entourée du producteur et compositeur américain Greg Kurstin avec qui elle a déjà travaillé pendant un décennie. Sur cette collaboration, le producteur déclare : « cela m'a rappelé l'époque à laquelle nous avions l'habitude de modifier des accords de jazz », évoquant la période pré-perruque de la chanteuse,. Comme pour le reste de l'album, la chanson a été enregistrée en mai 2017 aux Echo Studios à Los Angeles, mixée aux MixStar Studios à Virginia Beach en Virginie et matricée au studio Sterling Sound à New York,. Le single sort sous format numérique le 30 octobre 2017.

## Composition
Santa's Coming for Us est une chanson de Noël au style jazzy et pop dont la tonalité est en ré bémol majeur,. Située dans une signature rythmique commune 4/4, elle a un tempo modérément rapide de 94 battements par minute et un rythme teinté de reggae,. Des bruits de cloches et de grelots sont utilisés afin d'apporter un décor de carte postale enneigée à la chanson. La piste joue sur une ambiance rétro rappelant des artistes contemporains comme Nick Waterhouse ou Mark Ronson. Le style jazzy du titre, qualifié d'excentrique par le magazine américain Billboard, est contrebalancé par l'énonciation décalée des paroles par la chanteuse. Son scat non conventionnel dans les chœurs devient le crochet répétitif de la chanson, ce qui lui donne un air de jazz libre empaqueté dans une structure pop. La gamme vocale de la chanteuse se situe entre les notes si3 et ré5. Quant aux paroles de la chanson, elles font références aux joies de la période de Noël.

## Accueil

### Critiques de la presse
Pour Kayla Randall du Washington City Paper (en), la chanson est « un titre Sia-esque au tempo rapide avec des paroles à peine cohérentes, des chants inintelligibles et une caisse de résonance hibernale de cloches en soutien à la chanteuse », insistant sur le fait que Sia répète 14 fois « Santa’s coming for us » au cours de la chanson. Pour Randall, il semble que la chanteuse ait juste voulu reprendre Santa Claus Is Coming to Town, mais que son album ne devant contenir que des chansons originales, elle ait proposé Santa's Coming for Us à la place. La journaliste adresse une note d'encouragement de 6/10, expliquant que « les chansons de Sia ont cette façon de se faufiler dans votre tête que vous les vouliez ou non » et que bien qu'elle ait trouvé la chanson « un peu absurde » à la première écoute, elle se retrouve à la fredonner de temps en temps. Doreen St. Félix du New yorker pensait à la vue du titre de la chanson qu'elle avait tout pour devenir un classique, cependant la journaliste explique que « ce qui en découle à la place, c’est la norme insipide de John Frederick Coots et Haven Gillespie, Santa Claus Is Coming to Town, alimentée par un thésaurus ». À la suite de l'écoute de l'album Everyday Is Christmas, Sam Lu du Michigan Daily explique que « Santa's Coming for Us est un morceau pop décent, alimenté par la joie pétillante que l’on peut attendre d’un album sur le thème des vacances de fin d'année, mais qu'il manque de l’attrait qui distingue les classiques saisonniers des titres simplement oubliables ». Pour Kate Granruth du Cavalier Daily (en) les paroles « sont un mélange confus d'images de Noël prises au hasard », notamment lorsque Sia chante : « Nights are getting shorter now, hot chocolate / Fills the air and Christmas cheer does, too / Pick a merry old Christmas tree, so lovely / The joy this time here brings to you ». D'autres critiques, comme Roisin O'connor de The Independent et Katherine St. Asaph de Pitchfork, soulignent l'aspect menaçant et parodique du titre de la chanson par rapport au contenu de cette dernière,,. En France, Sylvain Siclier du journal Le Monde parle de chanson « plutôt bien tournée ». Julien Gonçalves de Charts in France qualifie Santa's Coming for Us de « passable à la première écoute », mais ajoute que le single « se révèle finalement être le guilty pleasure de cette fin d'année ».

### Performance commerciale
Aux États-Unis, le single ne parvient pas à se classer dans le Hot 100 et atteint le 11e place au Bubbling Under Hot 100 Singles le 30 décembre 2017,. Cependant, le 23 décembre, Santa's Coming for Us devient la 21e chanson de fêtes de fin d'année à atteindre la première place du classement Adult Contemporary, faisant suite à Baby, It's Cold Outside par Brett Eldredge et Meghan Trainor la même année. De même en Nouvelle-Zélande où la chanson atteint la 4e place au classement des singles n'arrivant pas à entrer dans le top 40 néo-zélandais. Au Royaume-Uni, le titre figure le 4 décembre à la 16e place de l'Official Trending Chart, le classement britannique des nouveaux singles les plus populaires. La chanson apparait ensuite pour la première fois dans le classement du UK Singles Chart la semaine du 8 décembre à la 78e, pour culminer à la 29e place, la semaine du 29 décembre, avant de disparaitre du classement la semaine suivante,,. De plus, le 27 décembre 2019, le single est certifié disque d'argent au Royaume-Uni pour s'être écoulé à plus de 200 000 exemplaires.
En Belgique, le single commence dans l'Ultratip Bubbling Under à partir du 11 novembre 2017 en Flandre et du 2 décembre en Wallonie pour réussir à se classer dans l'Ultratop 50 le 30 décembre dans les deux régions, à la 45e place en Flandre et à la 46e place en Wallonie,. En France, la chanson apparait dans le classement des singles à la 159e place le 2 décembre et se hisse à la 45e place le 30 décembre avant de redescendre à la 105e place la semaine suivante pour quitter le classement ensuite. Le titre réussi à faire son entrée dans différents autres classements européens,,,. En Asie, Santa's Coming for Us parvient à entrer dans le classement des singles étrangers sud-coréens et japonais tout en se classant à la 33e place des ventes globales japonaises le 3 janvier 2018,,.

## Clip vidéo
Le clip vidéo associé à la chanson est réalisé par Marc Klasfeld et sort après la diffusion du titre Snowman, issu lui aussi de l'album Everyday Is Christmas,. Dans ce clip, Sia fait appel à de nombreuses célébrités. Kristen Bell, actrice de Veronica Mars ou Bad Moms, et Dax Shepard interprètent le rôle d'une mère et d'un père d'une famille nombreuse ; Sophia Lillis et Wyatt Oleff, vus dans le film Ça, Caleb McLaughlin de la série Stranger Things, jouent le rôle des enfants ; les acteurs Henry Winkler de Happy Days et Susan Lucci, campent le rôle des grands-parents ; et J. B. Smoove, de Larry et son nombril, interprète un père Noël descendant de la cheminée,. La chanteuse, selon son habitude de ne pas montrer son visage dans ses clips, n'apparaît pas.
Le clip montre un repas de Noël prenant place dans les années 1950, avec une mise en scène qui peut être qualifiée de quasi cartoonesque et fait aussi office de karaoké. Il s'ouvre en noir et blanc avec Kristen Bell descendant les escaliers de la maison familiale, puis le clip se colorise alors que d'autres membres de la famille font leur apparition, dînent et se mettent à danser.

## Usage médiatique
La chanson est utilisée dans la bande-annonce du film d'Alain Chabat Santa et Cie et dans son générique de fin.

## Versions
| 1. | Santa's Coming for Us | 3:26 |

## Crédits
- Écriture : Sia Furler, Greg Kurstin
- Production : Greg Kurstin
- Percussions, basse, piano, clavier, guitare : Greg Kurstin
- Saxophone (bariton), saxophone (basse), saxophone (tenor), trombone, trompette : David Ralicke
- Chant : Sia Furler
- Ingénierie du son : Greg Kurstin, Alex Pasco
- Ingénierie mixage : John Hanes
- Mixage : Serban Ghenea
- Mastering : Chris Gehringer

Crédits issus de l'album Everyday Is Christmas.

## Classements
| Classement (2017-2020)                  | Meilleure position |
| --------------------------------------- | ------------------ |
| Allemagne (GfK Entertainment)           | 51                 |
| Autriche (Ö3 Austria Top 40)            | 47                 |
| Belgique (Flandre Ultratop 50 Airplay)  | 30                 |
| Belgique (Flandre Ultratop 50 Singles)  | 45                 |
| Belgique (Wallonie Ultratop 50 Airplay) | 30                 |
| Belgique (Wallonie Ultratop 50 Singles) | 46                 |
| Canada (Hot 100)                        | 67                 |
| Corée du Sud (Gaon gug-oe)              | 12                 |
| Écosse (OCC)                            | 62                 |
| Espagne (PROMUSICAE)                    | 63                 |
| États-Unis (Adult Contemporary)         | 1                  |
| États-Unis (Adult Pop Songs)            | 40                 |
| États-Unis (Bubbling Under Hot 100)     | 11                 |
| États-Unis (Holidays 100)               | 51                 |
| États-Unis (Holiday Digital Song Sales) | 9                  |
| États-Unis (Holiday Streaming Songs)    | 34                 |
| France (SNEP)                           | 45                 |
| France (SNEP Streaming)                 | 50                 |
| France (SNEP Téléchargement)            | 44                 |
| Hongrie (Rádiós Top 40)                 | 33                 |
| Hongrie (Stream Top 40)                 | 27                 |
| Israël (International TV Airplay)       | 5                  |
| Irlande (IRMA)                          | 65                 |
| Italie (FIMI)                           | 82                 |
| Japon (Hot 100)                         | 33                 |
| Japon (Japan Hot Overseas)              | 4                  |
| Norvège (VG-lista)                      | 39                 |
| Nouvelle-Zélande (NMRZ Heatseekers)     | 4                  |
| Pays-Bas (Nederlandse Top 40)           | 57                 |
| Pays-Bas (Single Top 100)               | 66                 |
| Pologne (ZPAV)                          | 32                 |
| Slovaquie (IFPI Rádio)                  | 30                 |
| Slovaquie (IFPI Singles Digitál)        | 56                 |
| Slovénie (SloTop50)                     | 24                 |
| Royaume-Uni (UK Singles Chart)          | 39                 |
| Royaume-Uni (UK Download Chart)         | 56                 |
| Suède (Sverigetopplistan)               | 46                 |
| Suisse (Schweizer Hitparade)            | 42                 |
| Tchéquie (IFPI Rádio)                   | 30                 |
| Tchéquie (IFPI Singles Digitál)         | 56                 |

| Classement (2017)                             | Position |
| --------------------------------------------- | -------- |
| Belgique (Flandre Ultratop 50 Kerstmis 2017)  | 20       |
| Belgique (Wallonie Ultratop 50 Kerstmis 2017) | 3        |

| Classement (2018)               | Position |
| ------------------------------- | -------- |
| États-Unis (Adult Contemporary) | 41       |

| Région                                                                                                 | Certification | Ventes/Streams |
| --- | ------------- | -------------- |
| France (SNEP)                                                                                          | Or            | 50 000*        |
| Royaume-Uni (BPI)                                                                                      | Argent        | 200 000*       |
| *Ventes selon la certification ^Mise en rayon selon la certification xNon précisé par la certification |               |                |